# One Voice (Barry Manilow)
One Voice è un album del cantautore statunitense Barry Manilow, pubblicato dall'etichetta discografica Arista e distribuito dalla BMG nel 1979.
L'album è prodotto dallo stesso interprete insieme a Ron Dante, e sempre Manilow è unico autore del brano che dà il titolo all'intero lavoro.
Dal disco vengono tratti i singoli Ships, When I Wanted You e, l'anno seguente, I Don't Want to Walk Without You.

## Tracce

### Lato A
1. One Voice
2. (Why Don't We Try) A Slow Dance
3. Rain
4. Ships
5. You Could Show Me
6. I Don't Want to Walk Without You

### Lato B
1. Who's Been Sleeping in My Bed
2. Where Are They Now
3. Bobbie Lee (What's the Difference, I Gotta Live)
4. When I Wanted You
5. Sunday Father